# جزيرة شراع
جزيرة شراع هي إحدى الجزر الواقعة في البحر الأحمر، وتتبع منطقة جازان جنوب غرب السعودية. تبلغ مساحة الجزيرة نحو 1,5 كم2 وتبعد عن الساحل بحوالي 6 كيلومترات أي حوالي 3.24 أميال بحرية، حيث تقع بالقرب من شاطئ الطرفة الواقع بمركز قوز الجعافرة التابع لمحافظة صبيا.
تتميز الجزيرة بوجود غطاء نباتي على سطحها، وتعرف بين بعض الصيادين باسم «جزيرة الصين» كونها تصونهم أثناء العواصف والأمطار التي تواجههم في البحر.